# Tagebuch (1975)
Tagebuch ist ein deutscher Film aus dem Jahr 1975. Regie führte Rudolf Thome.

## Inhalt
Der Film ist lose an den Roman Die Wahlverwandtschaften von Johann Wolfgang von Goethe angelehnt. 
Das Ehepaar Charlotte und Eduard führt ein lustloses Eheleben, das von Geldsorgen geprägt ist. Charlotte arbeitet an einem wissenschaftlichen Artikel zum Thema Schwangerschaftsabbruch und Eduard dokumentiert den städtebaulichen Wandel West-Berlins in den 1970er Jahren. Bei einem ihrer Gespräche schlägt Eduard vor, dass sie sich kurz trennen, um auf diese Weise ihren Beziehungsfrust zu überwinden.
Sie bekommen Besuch von einem befreundeten Ehepaar aus London, nämlich von Ottilie und Otto. Die beiden Paare helfen sich gegenseitig beim Renovieren der Wohnung und schnell entdecken Ottilie und Eduard sowie Charlotte und Otto Sympathien füreinander. Charlotte träumt davon, nach Portugal zu reisen, da dort nach der Nelkenrevolution die feministische Bewegung aufblüht.
Für 6000 Mark kauft Otto einen gebrauchten Porsche und macht mit Charlotte einen Ausflug. Derweilen freunden sich Ottilie und Eduard bei einem gemeinsamen Stadtbummel durch West-Berlin an.
Als nach einiger Zeit die vier wieder aufeinandertreffen, fühlen sie sich sichtlich entspannter als am Anfang.

## Kritik
„Die totale, spitzweghafte Reprivatisierung eines großen Teils der 30jährigen, die Thomes Film deprimierend wie kein anderer dokumentiert, ist offensichtlich das Ergebnis einer großen Ermüdung und Resignation, wo nur Kraft bleibt für und Kraft geschöpft wird in Ehe- und Partnerquerelen.“